# Улица Гайдара (Архангельск)
Улица Гайдара — улица в историческом центре Архангельска, проходит от Набережной Северной Двины до Нагорной улицы. Протяжённость улицы около километра семисот метров.

## История

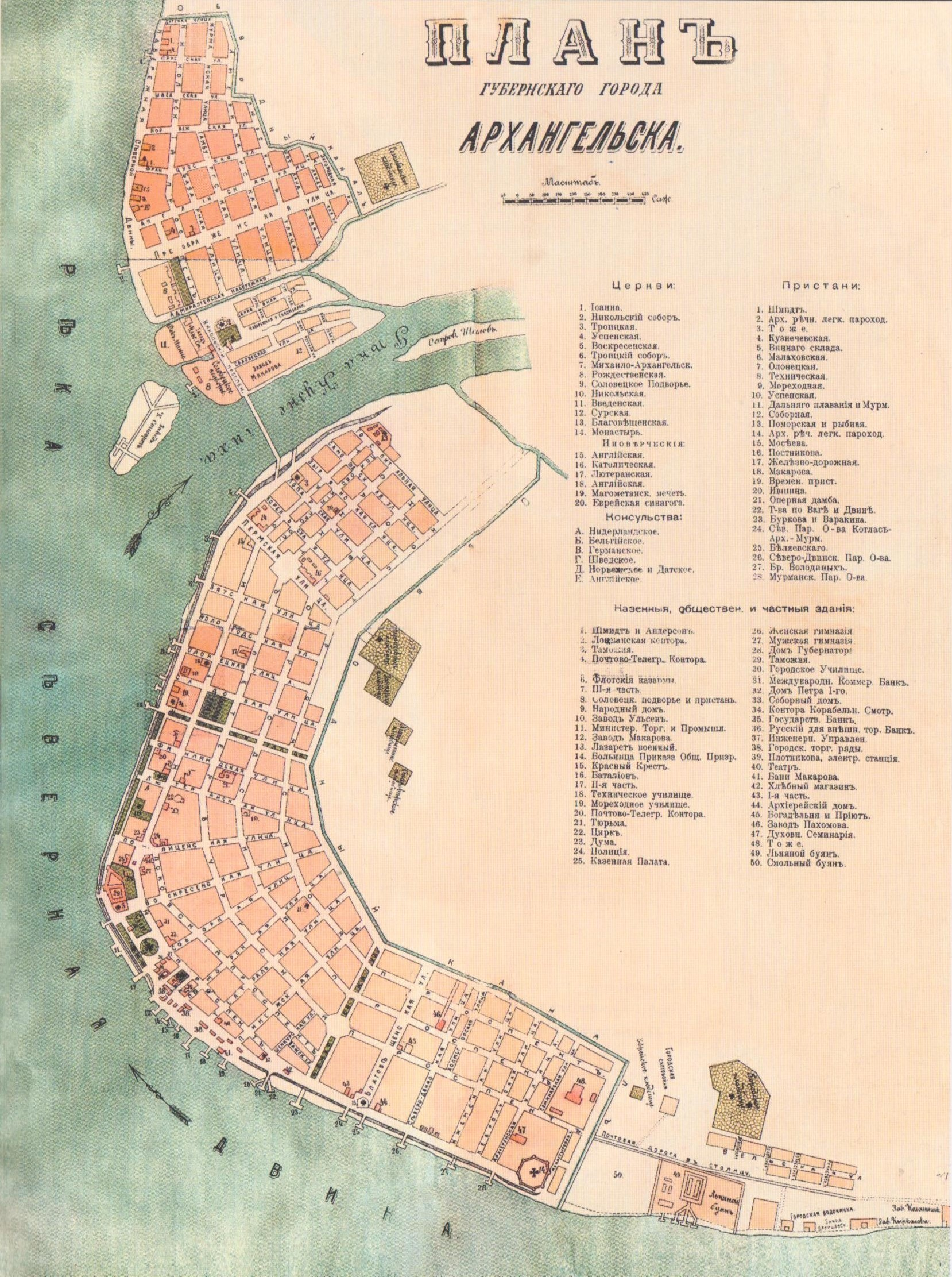
Карта Архангельска 1890 года

В прошлом неоднократно меняла названия — Ломоносовская, Михаила Ломоносова, ещё ранее — Олонецкая (вела к Олонецкой пристани на Северной Двине), Крыловская (по фамилии местного домовладельца Н. С. Крылова — основателя Быковской судоверфи).
Современное название, с 1961 года, в честь детского советского писателя Аркадия Гайдара (1904—1941). Писатель жил и работал в Архангельске в 1928—1930 годах, был фельетонистом в газете «Волна» (с 1929 года — «Правда Севера»). Смена названия улицы связана и с тем, что в этом году Петербургский проспект города к 250-летию Михаила Васильевича Ломоносова был переименован в Проспект Ломоносова.
В 1896 году на пересечении с Троицким проспектом был возведён католический костёл
В конце 1980-х годов в Архангельске во время строительства домов на улице были обнаружены безымянные захоронения, предположительно расстрелянных в довоенные годы. Останки были перезахоронены в 1993 году на Кузнечевском кладбище.
В 1986 году начато строительством здание для Северного русского народного хора
В 2018 году на улице открыта синагога

## Известные жители
В. И. Жилкин, поэт
Александр Грин (дом Ануфриева)

## Достопримечательности
д. 57 — синагога «Звезда Севера»
Кузнечевское кладбище